# Identità non binarie

La bandiera delle identità non binarie

Le identità non binarie (in inglese: genderqueer oppure nonbinary, non-binary, o enby dall'abbreviazione NB) sono quelle identità di genere che sono al di fuori del cosiddetto binarismo di genere, ovvero non strettamente e completamente maschili o femminili. Le identità non binarie talvolta possono rientrare nel termine ombrello transgender, poiché le persone non binarie si identificano tipicamente con un genere diverso dal genere assegnato, ma possono anche essere soltanto non conformi a tale genere.
Le persone non binarie possono identificarsi come appartenenti a più di un genere (bigenere, in inglese bigender), a nessun genere (agenere, in inglese agender), o oscillanti tra generi (in inglese genderfluid).
L'identità di genere è distinta e indipendente dall'orientamento sessuale.

## Non binarismo
Il termine «non binario» indica la non conformità al sistema del binarismo di genere, che classifica gli esseri umani nei generi maschile, femminile o intersessuale.
Secondo un sondaggio del 2011 dell'istituzione britannica Equality and Human Rights Commission , circa lo 0,4% dei residenti del Regno Unito si considera in maniera diversa da "uomo" e "donna". I risultati di questo sondaggio sono da considerare un indicatore del numero minimo di persone non binarie: anche se un numero relativamente esiguo di persone si identifica con il termine «non binario» (al punto di usare un'etichetta di genere non binario, o rifiutarsi di segnare maschio o femmina in un sondaggio), molte più persone hanno esperienza di sé stesse in modo non binario.
Secondo il sondaggio Gender Census 2019, il 66,4% delle persone la cui identità di genere non è accuratamente descritta dal binarismo: "sempre, solamente e completamente maschio" o "sempre, solamente e completamente femmina" descrivono se stesse con il termine «non binario».

## Rapporto con l'essere transgender
Un'ampia definizione di transgender include tutte quelle persone la cui identità di genere è diversa dal genere che è stato loro assegnato alla nascita. Secondo questa definizione, le persone non binarie sono transgender. Tuttavia, non tutte le persone non binarie utilizzano il termine per descrivere sé stesse. Secondo il Gender Census del 2021, solo il 33.5% delle persone con una identità non binaria si descrive come "trans". A confronto, il 68.2% dello stesso gruppo si descrive come "nonbinary".
Alcune persone non binarie sperimentano in prima persona e si riconoscono nell'esperienza transgender. Altre persone non condividono questo pensiero, perché considerano la transizione un aspetto principale di questa esperienza, e non hanno il desiderio o la volontà di affrontarne una. Un altro motivo potrebbe essere il non voler modificare la propria espressione di genere.

## Incongruenza di genere e percorso di affermazione di genere
Le persone non binarie che si riconoscono anche come transgender possono provare sensazioni di malessere, alienazione e disagio, dovute all'incongruenza di genere.
I criteri di diagnosi della disforia di genere contenuti nel DSM-5, il manuale diagnostico punto di riferimento per psicologi e psichiatri in tutto il mondo, includono dal 2013 la possibilità per qualcuno che non si identifica con il genere maschile o il genere femminile di ricevere una diagnosi. Tuttavia, secondo alcuni, i criteri sono ancora realizzati a partire alle persone transgender di genere binario (le donne e gli uomini transgender). Citando dai criteri di diagnosi:
5. A strong desire to be treated as the other gender (or some alternative gender different from one's assigned gender)
6. A strong conviction that one has the typical feelings and reactions of the other gender (or an alternative gender different from one's assigned gender).»
5. Un forte desiderio di essere trattati come l'altro genere (o di un genere alternativo, diverso dal genere assegnatogli alla nascita)
6. Una forte convinzione di avere i sentimenti e le reazioni tipiche dell'altro genere (o di un genere alternativo, diverso dal genere assegnatogli alla nascita).»
I protocolli di affermazione di genere, solitamente, prevedono l'obiettivo di apparire più femminile o più maschile possibile. Se una persona non binaria vuole effettuare un tipo di transizione diverso da quello tipico di una persona transgender binaria va incontro a ostacoli aggiuntivi. Per questo è in corso una protesta da parte della comunità trans, e in particolare non binaria, per avere accesso ad una transizione parziale e ai micro-dosaggi nella terapia ormonale (in quanto dimezzare autonomamente la dose porta, nei successivi controlli, a compromettere la transizione sui documenti e la ricetta per le cure ormonali).

## Identità non binarie e genere grammaticale
I media contemporanei menzionano le identità non binarie prevalentemente nell'ambito del linguaggio. Si stanno quindi studiando varie opzioni linguistiche per un Linguaggio inclusivo di genere. Alcune persone non binarie utilizzano il genere maschile o femminile, o entrambi, per parlare di sé. Altre invece utilizzano dei generi neutri, infatti, a livello mondiale, è presente un movimento per trovare, o inventare, soluzioni di genere che non implicano l'appartenenza al genere maschile, o a quello femminile. Ciò è dovuto al fatto che per alcune persone non binarie l'utilizzo delle forme maschili e femminili, a lungo termine, può accentuare il malessere conosciuto come disforia di genere.
In inglese, l'utilizzo del pronome they singolare è la soluzione neutra più comune, accompagnata all'utilizzo di diversi neo-pronomi, ovvero neologismi usati come pronomi personali di terza persona, che sostituiscono i pronomi maschili, he/him, e i pronomi femminili, she/her. Il pronome neutro they, nel suo utilizzo singolare, non deve essere tradotto in italiano come "loro", ma come "lui/lei", o con un sostituto neutro ai pronomi maschili e femminili. Il Tedesco ha già tre generi, ma il genere neutro è usato (per ora) esclusivamente per gli oggetti. Al momento, si lavora all'utilizzo di sostantivi che non indicano genere.
Nelle lingue romanze, sono in corso diversi tentativi di linguaggio neutro. In francese, è in uso il pronome neutro iel, che è stato recentemente (2021) introdotto nel dizionario Le Robert. In Spagnolo si sta diffondendo la desinenza -e, insieme al pronome neutro elle, in parallelo all'utilizzo delle desinenze -x e -@, su internet. Anche l'internet in lingua portoghese fa uso di queste desinenze. In rumeno, la sfida sembra maggiore. Talvolta è utilizzata la desinenza -X, e i pronomi ei, o ele.
A marzo 2022 lo Språkråd ha proposto di formalizzare nella lingua norvegese l'uso del pronome neutro hen, alternativo al maschile han e al femminile hun, già socialmente utilizzato. In Svezia, il pronome hen era già stato riconosciuto nel 2015.
In arabo, in alternativa al singolare e al plurale, esistono forme duali che non specificano un genere. Alcune persone usano la forma duale del pronome di seconda e terza persona - “huma” (هما) and “intuma” (انتما), traducibili come "voi" e "loro" - come una alternativa neutrale. Oltre alla variante standard, esistono molti dialetti dell'Arabo. Nei dialetti Tunisini, è già comune usare pronomi femminili per persone di qualsiasi genere. In lingua Ebraica, oltre al solito alternare tra maschile e femminile, nasce la nuova desinenza neutra singolare ol, e la desinenza neutra plurale imot. Il Nonbinary Hebrew Project ha costruito un terzo genere neutro.
Altre lingue ancora non hanno mai avuto distinzioni di genere: ad esempio, il turco ha un solo pronome personale di terza persona mentre il tailandese è una lingua priva di genere. Esistono comunque molte altre lingue che non usano genere grammaticale.
In italiano, infine, esistono moltissimi tentativi di sostituire le desinenze maschili e femminili con desinenze neutre. Nel contesto di Internet, nello scritto, si utilizzano -u, -x, -*, -@ e molti altri simboli. Nel parlato, la desinenza -u sembra essere la più praticabile, di queste. La soluzione più popolare, al momento, sembra essere il simbolo scevà o schwa. La vocale centrale media 'ə', può essere scritta e pronunciata con relativa facilità. Queste desinenze non sono utilizzate solo per parlare di persone non binarie, ma anche come desinenze neutre plurali, per parlare di un gruppo di persone di generi diversi, e sostituire il maschile sovraesteso. Questa soluzione è popolare all'interno del movimento transfemminista e del movimento per il linguaggio inclusivo, mentre gli esterni alla comunità ne criticano duramente l'utilizzo. Il 5 febbraio 2022, Massimo Arcangeli, linguista e professore dell'Università di Cagliari, ha lanciato una petizione per mostrare opposizione all'utilizzo dello schwa. Anche l'Accademia della Crusca, pur riconoscendo l'importanza delle questioni di genere nella lingua, ha bocciato l'uso della dello scevà per la poca praticità nella scrittura e per l'intrinseca struttura a due generi dell'italiano, sottolineando inoltre che il genere grammaticale non è in corrispondenza diretta con il genere sociale (ad es. "la guardia" uomo e "il soprano" donna). Inoltre ha sottolineato che in italiano molte volte è impossibile applicare questo simbolo, o qualunque altro simbolo, perché ad esempio in molti casi le parole sono rese con suffissi (come -tore/-trice) e la connotazione maschil/femminile comunque resterebbe (spettator-* o spettatric-*), ed infine con l'introduzione di un qualunque simbolo verrebbe a mancare completamente la differenza singolare-plurale essenziale per la costruzione dell'accordo di pronomi articoli nomi e verbi e quindi sarebbe necessario aggiungere un ulteriore simbolo per il plurale, che avrebbe un ulteriore suono e porterebbe ulteriori problemi.

## Rapporto con l'intersessualità
Mentre si parla di intersessualità per descrivere condizioni anatomiche e genetiche che non rientrano nella definizione tipica di corpi maschili o femminili, le identità non binarie riguardano esclusivamente la dimensione mentale, sociale e psicologica. Infatti, mentre l'intersessualità riguarda il sesso biologico, l'essere non binario dipende dall'identità di genere.
Anche se entrambe le situazioni possono, secondo alcuni, mettere in dubbio le idee tradizionali di sesso e genere, non bisogna confonderle, e non sarebbe corretto utilizzare l'esistenza delle condizioni di intersessualità per dimostrare l'esistenza delle identità non binarie. In primo luogo, la maggior parte delle persone intersessuali si identificano con il genere maschile o con il genere femminile. Allo stesso modo, la maggior parte delle persone non binarie alla nascita avevano caratteristiche sessuali tipiche del sesso maschile o del sesso femminile. In secondo luogo, la distinzione tra caratteristiche sessuali e identità di genere è essenziale per comprendere cosa significa essere transgender, e un ragionamento di questo tipo può creare contraddizione con questo stesso presupposto.
Un approccio più ortodosso sarebbe accettare il fatto che migliaia di persone riportino di avere identità di genere non binarie.

## Esempi di identità non binarie
Gli individui non binari possono identificarsi come parte di una specifica categoria di "terzo genere" che è statica e stabile, oppure possono identificarsi come genderfluid, per cui l'identità di genere può variare con il tempo. Alcuni si identificano come bigenere, laddove si identificano come maschio (o prevalentemente maschile) a volte o femmina (o in modo prevalentemente femminile) altre volte. Altri ancora si identificano come agender o neutrois, termini dal significato simile che possono essere interpretati come l'assenza di genere, o la presenza di un genere neutrale. Alcune persone non binarie usano solo i termini ampi non binario o genderqueer, mentre altre usano termini specifici come androgino, pangender e demigender. Esistono molti altri termini riconosciuti all'interno della comunità, che crescono e si modificano continuamente.
Da questo si può vedere che le identità non binarie sono ricche e complesse, e possono coinvolgere un misto o una combinazione di femminilità e mascolinità, o possono trovarsi definitivamente al di fuori di questo paradigma.

## Generi non binari
Anche se nella maggior parte delle società contemporanee occidentali solo due generi sono riconosciuti al livello legale e culturale, abbiamo esempi di variazioni nel genere e di categorie di genere alternative sia nell'Europa passata, sia nell'Asia contemporanea e nelle culture dei popoli nativi delle Americhe.
Se si esaminano le identità nei contesti europei, troviamo i mollies inglesi, i femminielli napoletani, le vergini giurate albanesi, e gli esempi multi-contestuali di eunuchi. Questi individui erano tutti posizionati come estranei agli uomini e alle donne, senza necessariamente essere marginalizzati. Si può considerare poi il genere nel sottocontinente asiatico, attraverso gli hijra indiani, i Kathoey tailandesi, e i due esempi indonesiani degli waria, e il genere nella società Bugis. Nelle tribù delle Prime nazioni degli Stati Uniti e del Canada esiste un ampio spettro di identità Two-Spirit, mentre in Sud America abbiamo i machi.
Questa breve casistica può supportare sia l'evidenza di una eterogeneità della varianza di genere nel mondo, sia le ragioni di chi osserva come la nozione moderna e occidentale di "binarismo di genere" sia solo una tra le varie prospettive possibili.